# Athetis condei
Athetis condei là một loài bướm đêm trong họ Noctuidae.